# Skirgaila
Skirgaila (em latim: Schirgalo;  em bielorrusso: Скіргайла; em polonês/polaco: Skirgiełło; [a] Vilnius, c.1353 ou 1354 – Kiev, 11 de janeiro de 1397) foi Regente do Grão-Ducado da Lituânia para seu irmão Jogaila de 1386 a 1392. Ele era filho de Algirdas, Grão-Duque da Lituânia, e de sua segunda esposa Uliana de Tver.

## Biografia
Após a morte de Algirdas em 1377, Jogaila tornou-se Grão-Duque. Acredita-se que as disputas dinásticas que logo eclodiram entre ele e seu tio Kęstutis e seu primo Vytautas, o Grande, foram em grande parte inspiradas por Skirgaila. Sabe-se sobre suas viagens aos Cavaleiros Teutônicos em 1379, apenas um ano antes do controverso Tratado de Dovydiškės. Skirgaila foi o principal apoiador de seu irmão Jogaila e o ajudou a aprisionar Kęstutis e Vytautas no castelo de Kreva durante a Guerra Civil Lituana (1381–1384). Alguns historiadores especulam que a morte de Kęstutis após uma semana na prisão foi, na verdade, um assassinato cometido por Skirgaila. Como recompensa por um trabalho bem feito, Skirgaila recebeu o Ducado de Trakai. 
Quando Jogaila estava se preparando para a União de Krewo, Skirgaila se envolveu ativamente nas negociações e até chefiou uma missão diplomática na Polônia. As negociações foram bem-sucedidas e Jogaila se casou com Edviges da Polónia e foi coroado Rei da Polônia em 1386. Ele nomeou Skirgaila em 13 de março de 1386 como governador da Lituânia, não apenas em seu nome, mas também em nome da rainha Jadwiga e da Coroa polonesa. 
Como governante da Lituânia, Skirgaila teve que lidar com seu irmão mais velho, Andrei, que ainda se recusava a aceitar Jogaila como Grão-Duque. Primeiro, ele derrotou o aliado de Andrei, Esviatoslau II de Smolensk em uma batalha no Rio Vikhra, perto de Mstislavl, em 29 de abril de 1386, durante a qual Esviatoslau perdeu a vida. O filho de Esviatoslau, Yuri de Smolensk, foi forçado a aceitar a suserania lituana em troca do trono principesco. Mais tarde, Skirgaila atacou Polatsk; sua primeira expedição em outubro não teve sucesso, mas a próxima em março de 1387 resultou na captura e morte de seu filho Simão, que foi morto em uma batalha.  No mês seguinte, Skirgaila foi investido em Polatsk e mais uma vez prometeu sua lealdade a Jogaila, Edviges e à Coroa Polonesa, prometendo a devolução de suas terras em caso de sua morte sem herdeiros.  Skirgaila agora governava diretamente grande parte da Lituânia, incluindo o ducado de Vilnius, governado em nome de Jogaila. 20 de fevereiro de 1387 Jogaila elevou seu irmão acima de outros príncipes lituanos e estendeu sua autoridade sobre as terras rutenas. 
Em 1389, ele iniciou uma nova guerra civil, mas após um ataque malsucedido a Vilnius, ele teve que buscar ajuda dos Cavaleiros Teutônicos. Em 1392, Jogaila e Vytautas assinaram o Acordo de Ostrów, e Vytautas tornou-se seu regente do Grão-Ducado da Lituânia. O Ducado de Trakai foi devolvido a Vytautas como seu patrimônio. 
Como compensação, Skirgaila recebeu uma parte da Volínia e Kiev desde 1395. As circunstâncias que cercam sua morte não são totalmente claras. Ele foi enterrado em Kiev-Petchersk. 